# クローニン城
座標: 北緯53度37分 西経7度06分 / 北緯53.617度 西経7.100度

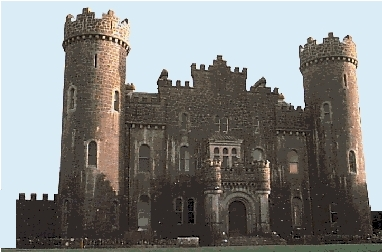
クローニン城（ウェストミーズ県デルヴィン）

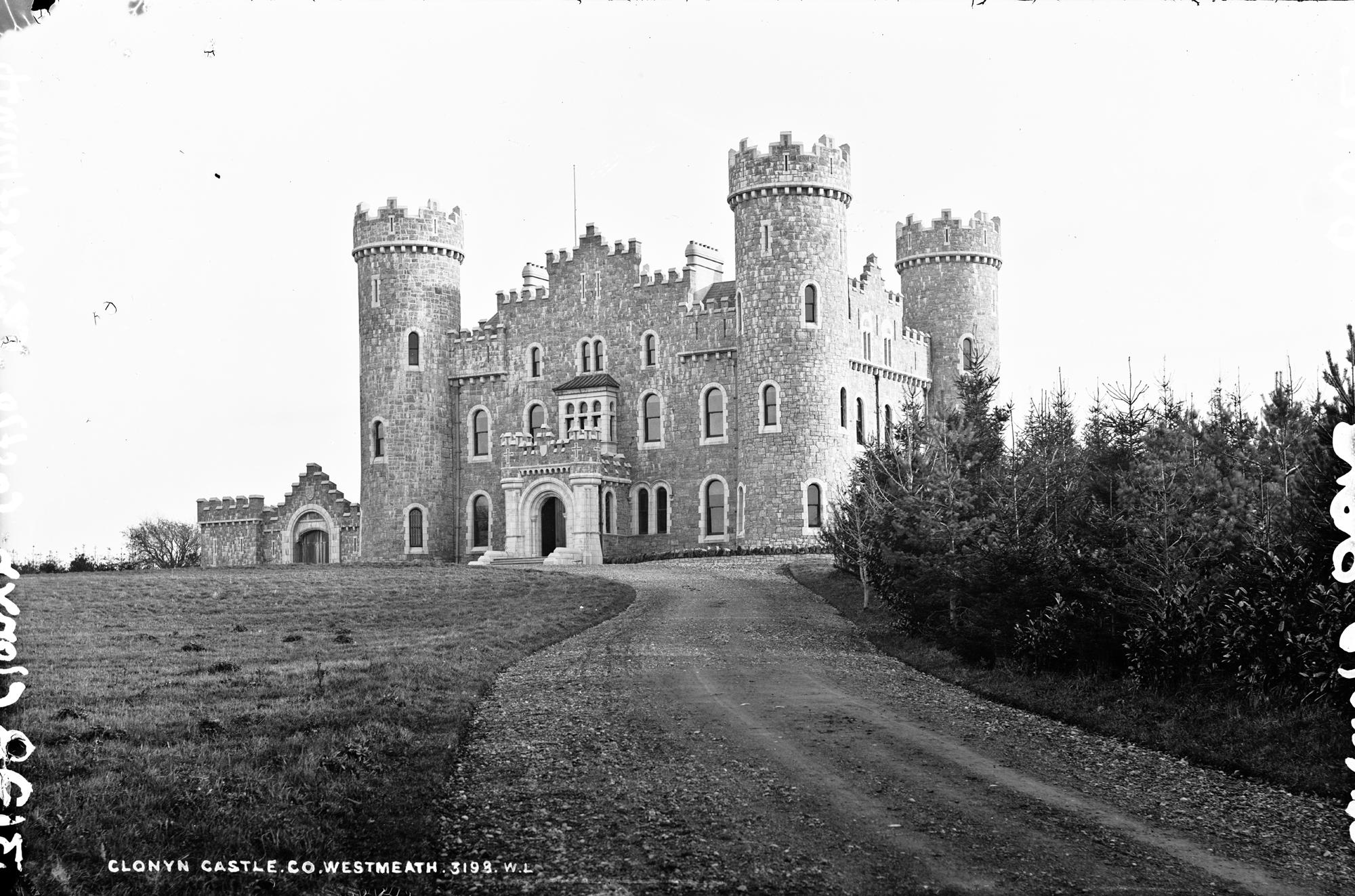
1900年頃のクローニン城

クローニン城（英語: Clonyn Castle、 別名：デルヴィン城（英語: Delvin Castle））は、国道2号線 (アイルランド)沿いにあるアイルランドのウェストミーズ県マリンガーから凡そ18kmのウェストミーズ県デルヴィンにあるカントリー・ハウスである。この建築物は互いに4つの塔が向き合う石灰岩の切石でできた左右対称となる2階建ての建物である。城の内部は屋根付き通路とアーチ飾りがある2階建ての構造になっている。なお、この城はアイルランドに建てられたヴィクトリア朝最後を飾る立派な城の一つに数えられている。
なお、デルヴィンの中心部から500mの場所にある城の裏手には一般市民にも開放されているゴルフ場がある。

## 歴史
最初に建てられた城 （現在はデルヴィン村の中心部にある廃墟）は義兄弟であるギルバート・ド・ニュージェント卿のためにミーズ卿ヒュー・ド・レイシーによって1181年に建てられたとされている。1171年に仏国のサントル＝ヴァル・ド・ロワール地域圏ウール＝エ＝ロワール県のコミューンであるノジャン＝ル＝ロトルー出身のギルバート・ド・ニュージェント卿はヒュー・ド・レイシー卿とともにアイルランドへと向かった。その後、ギルバート卿はミーズ領内でウェストミーズ伯爵の称号を授与された。
2番目に建てられた城は、1639年に初代ウェストミーズ伯爵リチャード・ニュージェントによりデルヴィン村一帯を見下ろせる高台に建てられ、デルヴィン城もしくはクローニン城の名称で呼ばれるようになった。なお、2代目の城は初代ウェストミーズ伯爵の孫によって修復工事が行われ、1860年まで使用された。
現在の邸宅はグレヴィル卿と彼の妻であるローザ夫人によって2代目の城から少し離れた場所に建てられた。1871年に初代ウェストミーズ侯爵ジョージ・トーマス・ジョン・ニュージェントが逝去した後、クローニン城は初代ウェストミーズ侯爵の唯一の子どもであったローザに譲渡された。彼女は勅許によりニュージェント姓を引き継いだ初代グレヴィル男爵フルーク・サウスウェル・グレヴィル＝ニュージェントと1866年に結婚した。なお、この建物は1922年にパトリック・ニュージェントが売却し、スコットランドに移住するまでニュージェント家の邸宅として使用された。その後、この建物はオーストラリアの修道女による共同生活の場となった。
第二次世界大戦後、英国の宗教指導者であるソロモン・ショーフェルドの教唆により、クローニン城はホロコーストによる孤児たちで占められていたユダヤ系の子どもたちの保護施設としての役目を果たした。クローニン城とその土地を30,000ポンドで購入するように勧められたマンチェスターの事業家および慈善家であったヤンケル・レヴィは5歳から17歳までの約100名の子どもたちを一時的に収容した上で、家族との再会やイングランド、アメリカ、およびイスラエルでの新生活を行えるようにした。ただし、その代償としてレヴィは破産の道を選ぶことになった。
なお、現在のクローニン城はディロン夫人の個人所有となっている。

## ウェストミーズ県にあるその他の城
- バリンロウ城（英語版）
- キルア城（英語版）
- ノックドラン城（英語版）
- ティルスパス城（英語版）
- タリナリー城（英語版）